# Schloss Etterzhausen

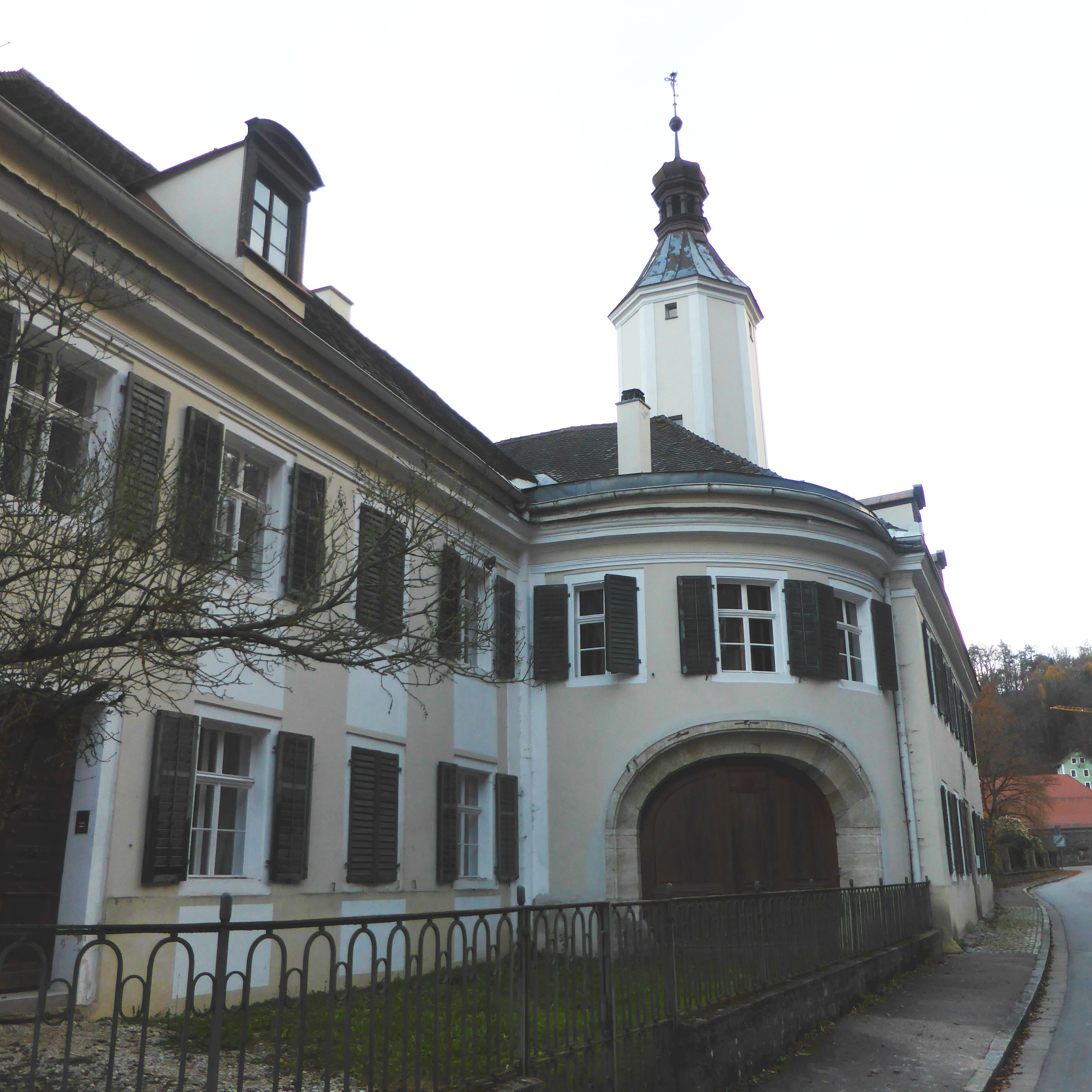
Schloss Etterzhausen

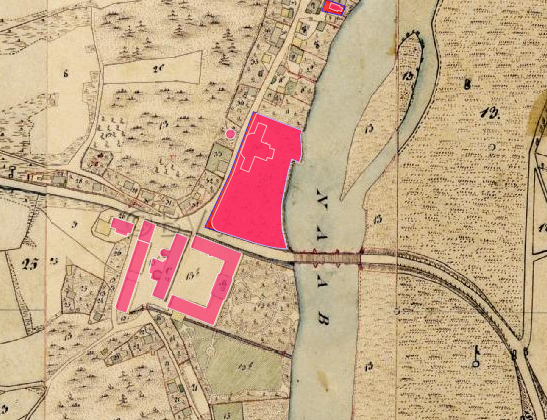
Lageplan von Schloss Etterzhausen auf dem Urkataster von Bayern

Das Schloss Etterzhausen ist ein denkmalgeschütztes Gebäude in der Amberger Straße 6/ Wagnerberg im Ortsteil Etterzhausen des Marktes Nittendorf im Landkreis Regensburg (Bayern). Die Anlage ist unter der Aktennummer D-3-75-175-5 als denkmalgeschütztes Baudenkmal von Etterzhausen verzeichnet. Ebenso wird sie als Bodendenkmal unter der Aktennummer D-3-6937-0171 im Bayernatlas als „archäologische Befunde der frühen Neuzeit im Bereich des Schlosses von Etterzhausen“ geführt.

## Geschichte
Im Königshof „Eidrateshusa“ stellte Kaiser Otto II. am 5. Oktober 977 eine Urkunde aus, in der er dem Kloster Lorch sein Eigengut Ennsburg und zehn Königshufen in Lorch schenkte. Die Benennung des Ortes unterlag im Lauf der Geschichte verschiedenen Wandlungen, seit Ende des 14. Jahrhunderts wird aber nur noch „Etterzhausen“ verwendet.
Um 1200 gelangten die Wittelsbacher in den Besitz der Urfar, bauten mit Hilfe ihrer Ministerialen, dem Geschlecht der Löwenecker, ihre Position im westlichen Umland von Regensburg aus und kontrollierten den Naabübergang. Aus der Konzentration sämtlicher Besitzungen in Etterzhausen entstand schließlich die Hofmark Etterzhausen, die in pfalz-neuburger Zeit dem Landrichteramt Burglengenfeld unterstellt war.
Als Besitzer des Schlosses ist 1261 ein Babo von Etterzhausen erwähnt. Spätere Besitzer waren
- Hugo von Löweneck (1277),
- die Herren von Dachsöllern,
- Dietrich von Parsberg (1314),
- die Familie von Gumprecht,
- die Herren von Parsberg (1463),
- Hans Arnold von Zettwitz (1585),
- Hans Siegmund von Erlbeck aus Etterzhausener (1590), der die heutige Anlage nach 1590 errichtete

Im Dreißigjährigen Krieg wurde im Jahr 1632 das Dorf Etterzhausen mitsamt der Brücke über die Naab von bayerischen Truppen zerstört. Die bayerischen Truppen hatten im April 1632 Regensburg überfallartig besetzt und wollten es dem auf dem Westufer der Donau von Süden her anrückenden schwedischen Heer unmöglich machen, bei Etterzhausen die Naab zu überschreiten. Im Verlauf der absehbaren Kämpfe um Regensburg sollten die auf dem Nordufer der Donau liegenden bayerischen Orte, Stadtamhof und Reinhausen und auch die Winzerer Höhen geschützt werden, von denen aus man Regensburg hätte beschießen können. Danach wurde das Schloss wieder aufgebaut und 1769 renoviert.
1799 erwarb Freiherr Georg Friedrich von Dittmer die beiden Hofmarken Pettendorf und Etterzhausen als Rittergut und erwarb damit auch die Landstandschaft. Dittmer erweiterte das Schloss mit Nord- und Südflügel in klassizistischen Formen, ließ den Park neu anlegen und den Gutshof neu erbauen. Mit der Einrichtung einer Schule im sog. Hafnerhaus erwies er sich als gutsherrlicher Wohltäter von Etterzhausen.
Nach dem Tod von Georg Friedrich von Dittmer († 1811) fiel das Gut als Erbe zunächst an seinen Schwiegersohn Karl Christian Thon († 1831), der mit der früh verstorbenen Tochter Friederike Amalie († 1806) des Georg Friedrich von Dittmer verheiratet gewesen war. Nach dem Tod von Karl Christian Thon kam das Gut Etterzhausen 1831 gemäß Familienvertrag an die älteste Tochter Juliane (Julie), die seit 1827 mit Adolf von Zerzog verheiratet war. Julie von Zerzog war eine wirtschaftlich tüchtige und sozial sehr engagierte Frau. Sie schaffte es, die Gläubiger der verschuldeten Firma ihres verstorbenen Vaters zufrieden zu stellen. Über sie gelangte das Gut Etterzhausen an die Familie Zerzog, die Familie ihres Ehemannes.
Julie von Zerzog wohnte mit einer großen Familie von acht Kindern bis 1844 weiter im Schloss Etterzhausen, zog dann aber wieder nach Regensburg, wo sie als Kindergärtnerin tätig war und karitativ im 1844 gegründeten Frauenverein zur Unterstützung armer, aber ausschließlich verheirateter Wöchnerinnen tätig wurde. Außerdem gründete sie eine Näh- und Strickschule, die sie 10 Jahre lang leitete.
Das Schloss Etterzhausen befand sich von 1858 bis zum Tode von Kommerzienrat Rüdiger Fromm im Jahre 1989 im Besitz der Familie Fromm. Junggeselle Rüdiger Fromm vererbte den Besitz an den Kinderschutzbund München. Um die Jahrtausendwende kaufte das Schloss der Regensburger Steuerberater und Diplomkaufmann Ernst Ippisch, der es aufwendig sanieren ließ.

## Gebäude

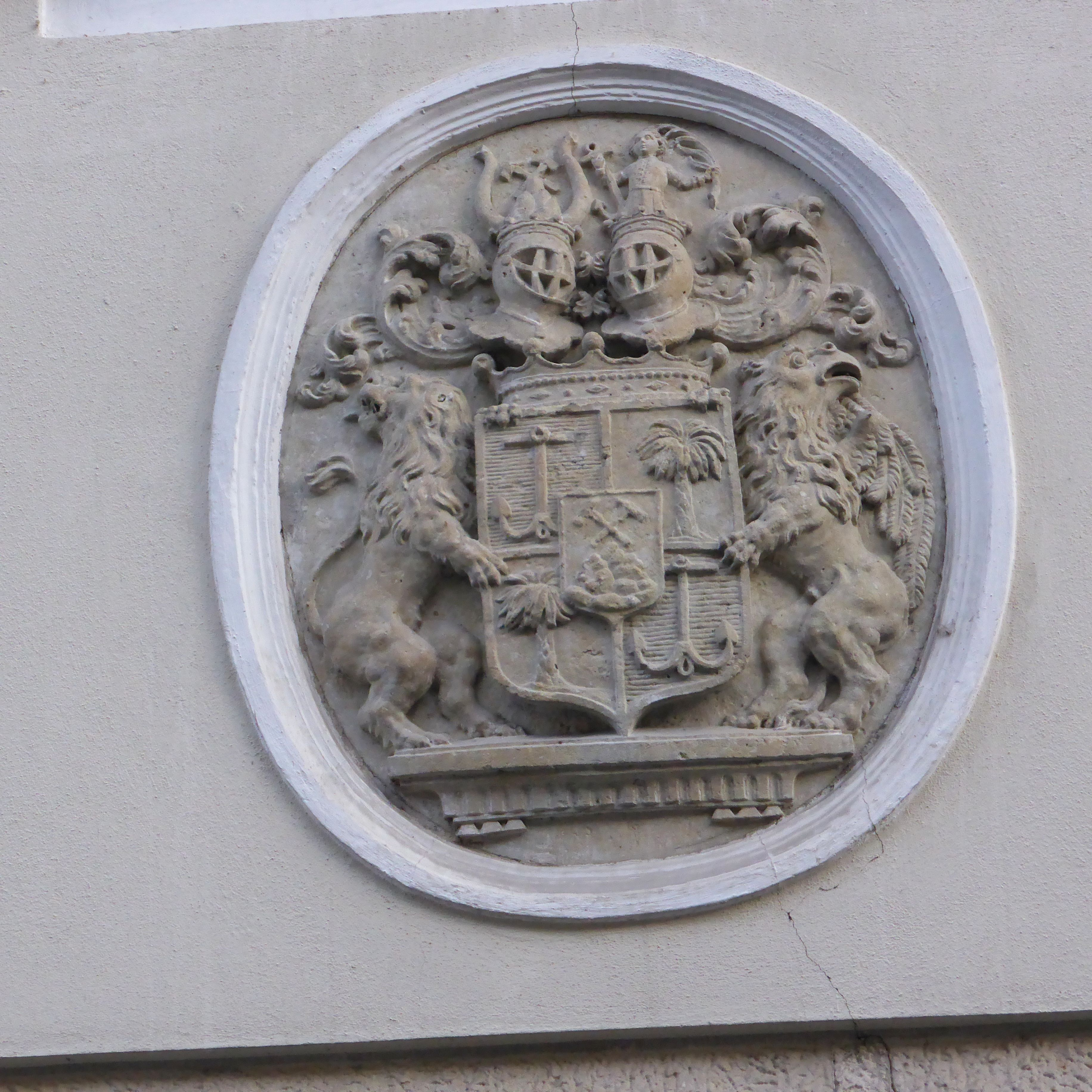
Wappen über dem Eingangsportal von Schloss Etterzhausen

Das Schloss ist ein zweigeschossiger, gegliederter, im Kern aus dem Jahr 1590 stammender Walmdachbau mit Mittelrisalit mit gerundeten Ecken und Kutscheneinfahrt, einem achteckigen Turm mit Kuppel. Rückseitig finden sich Zwerchflügel mit Altanen. Der Landschaftsgarten weist noch Reste von Möblierung auf. Die Einfriedung mit Pfosten, Gusseisenzaun und Gartenmauer mit Inschriftstein (bez. 1696) stammt aus dem 18./19. Jahrhundert. Am Schlosseingang ist das Ehewappen Erlbeck-Reitzenstein zu sehen. Der zugehörige Keller im Hang gegenüber wurde spätestens im 18. oder 19. Jahrhundert angelegt.